# Parque nacional de Thung Salaeng Luang
El Parque nacional de Thung Salaeng Luang  (en tailandés: อุทยานแห่งชาติทุ่งแสลงหลวง) es un espacio protegido situado en las provincias de Phitsanulok y Phetchabun del país asiático del norte de Tailandia. Abarca una parte sustancial de Amphoe Wang Thong, y Amphoe Lom Sak. Fue declarado parque nacional el 29 de enero de 1963 como el tercero del país. Y se extiende por 1.262,40 kilómetros cuadrados.
El parque se compone de colinas de piedra caliza, y capas duras en altitudes que van desde 300 a 1.028 metros. Thung Salaeng Luang tiene lugares con prados, sobre todo en la parte sur del parque. El parque es también la fuente de numerosas corrientes.